# Менкеберг
Менкеберг (њем. Mönkeberg) општина је у њемачкој савезној држави Шлезвиг-Холштајн. Једно је од 84 општинска средишта округа Плен. Према процјени из 2010. у општини је живјело 3.780 становника. Посједује регионалну шифру (AGS) 1057051.

## Географски и демографски подаци
Менкеберг се налази у савезној држави Шлезвиг-Холштајн у округу Плен. Општина се налази на надморској висини од 12 метара. Површина општине износи 2,8 km². У самом мјесту је, према процјени из 2010. године, живјело 3.780 становника. Просјечна густина становништва износи 1.360 становника/km².

## Међународна сарадња
| Мјесто      | Држава   | Врста сарадње | Од    |
| ----------- | -------- | ------------- | ----- |
| Роја        | Летонија | контакт       | 2000. |
| Вејке-Марја | Естонија | контакт       | 2000. |
| Извор       |          |               |       |